# 南燕 (十六國)
南燕（398年—410年）是中國歷史上五胡十六国時期，由后燕宗室慕容德所建立的國家，是慕容氏諸燕之一。国号燕，“南燕”之别称，始于当时人张诠所写《南燕书》（已佚），因相对于北燕位于南方故名。南燕所統領土地今屬中華人民共和國山東省及江蘇省。

## 历史
南燕朝廷人物主要來自後燕，後燕在396年遭北魏侵略後迅速丟失其大部分黃河以北的中原領地，如此後燕領土就被截為南北兩部分，北部幽冀地方為後燕皇帝慕容寶所控制，南部則由後燕殘餘力量佔據。397年，原後燕國都中山在慕容寶棄守後先後經歷兩位後燕宗室慕容詳及慕容麟統治，終為北魏攻陷，後燕在中原地區就僅餘范陽王慕容德所據守的鄴城。自中山敗走的慕容麟到鄴城依附慕容德，並表示北魏接著肯定會進攻鄴城，而鄴城雖然糧食充足但難以固守，加上人心不穩，根本無法和魏軍作戰，主張慕容德趁魏軍未到率眾前往由魯陽王慕容和據守的滑臺（今河南滑县），以當地作為根據地徐圖後計。慕容德早前已收到慕容和作出的同類建議，又鑑於當時形勢，決定出發，並在398年到達滑臺，並自稱燕王，正式脫離後燕。
但當時的南燕朝廷所有土地和兵力都少，尤其在399年南燕冠軍將軍苻廣據乞活堡叛變自立，並擊破北地王慕容鍾後，很多原本依附南燕朝廷的部眾都轉投苻廣，這逼使慕容德親征苻廣。此戰雖然成功誅滅苻廣，但其時留守滑臺的慕容和又遭其長史李辯殺害，並據城叛投北魏。北魏將領和跋控制滑臺後，先擊敗慕容德派往進攻的軍隊，後又擊敗桂陽王慕容鎮，這令陳留、穎川一帶人民大多都望風附魏。慕容雲帶著滑臺城中約二萬人的南燕餘部逃出與慕容德會合後，慕容德就從反攻滑臺、佔據彭城（今江蘇省徐州市）及攻取廣固三策中選出廣固為南燕新的根據地。當時廣固是由東晉所有，慕容德勸說幽州刺史辟閭渾投降不果，遂派北地王慕容鍾進攻他，自己則向南攻取了琅邪郡，獲得徐兗一帶共十多萬人民歸附。慕容德接著北攻梁父及莒縣，分別在兩地置兗州及徐州。慕容鍾傳檄諸郡招降並獲得成功，這令想堅守的辟閭渾陷入孤立，最終棄城逃走，在莒城被南燕軍所殺。慕容德於是成功佔領並定都廣固，並在400年稱帝。
405年，慕容德死，後主慕容超以皇太子身份即位。410年，東晉將領劉裕領兵進攻南燕，慕容超堅守廣固七個月後城破被誅。南燕歷兩代而滅亡。

## 行政規劃
南燕實際上只領有西晉時期青州及徐州部分土地，但其將全國領土分為五州管理
| 州名 | 治所 | 今地             |
| ---- | ---- | ---------------- |
| 兗州 | 梁父 | 山東省泰安南     |
| 徐州 | 莒城 | 山東省莒縣       |
| 青州 | 東萊 | 山東省萊州       |
| 幽州 | 發干 | 山東省沂水縣西北 |
| 并州 | 陰平 | 江蘇省沭陽縣     |

南燕的国土，东到大海，南达泗上，西至巨野泽，北临黄河，共有十五个郡、八十二个县，约三十三万户，基本上就是原西晋的青州。

## 南燕皇帝列表
| 庙号 | 谥号                 | 姓名   | 出身和關係                     | 统治时间    | 年号                                |
| ---- | -------------------- | ------ | ------------------------------ | ----------- | ----------------------------------- |
| 世宗 | 獻武皇帝             | 慕容德 | 前燕慕容皝之少子               | 398年-405年 | 無年號 398年-400年 建平 400年-405年 |
| 無   | 穆皇帝（慕容超追諡） | 慕容納 | 前燕慕容皝之子，慕容德之兄     | 無          | 無                                  |
| 無   | 無                   | 慕容超 | 北海穆王慕容納之子，慕容德侄子 | 405年-410年 | 太上 405年-410年                    |

## 延伸阅读
[在维基数据编辑]
 《晉書·卷128》，出自房玄齡《晉書》